# Altenkirchen (Westerwald)
Pentru dezambiguizare vezi și: Altenkirchen
Altenkirchen este un oraș din landul Renania-Palatinat, Germania.